# Memoirs of the Bernice Pauahi Bishop Museum
Memoirs of the Bernice Pauahi Bishop Museum (abreviado Mem. Bernice Pauahi Bishop Mus.) fue una revista ilustrada con descripciones botánicas que fue editada en Hawái por el Bishop Museum. Se publicaron 11 números desde 899/1903 hasta 1929/34, con el nombre de Memoirs of the Bernice Pauahi Bishop Museum of Polynesian Ethnology and Natural History.